# Rheinisches Schiefergebirge
Rheinisches Schiefergebirge ("Skiferbjergene ved Rhinen" eller "Rhinske skiferbjerge") er et bjergområde, som hovedsageligt ligger i Tyskland (delstaterne Nordrhein-Westfalen, Rheinland-Pfalz, Hessen og Saarland). Den vestlige del ligger dog i Luxembourg, Frankrig og Belgien. 
Ardennerne regnes med til bjergområdet. Regionens højeste punkt er bjerget Großer Feldberg i Taunus, hvis top ligger 878 meter over havet.
| Bjerg | Spire Denne artikel om et bjerg eller en bjergkæde er en spire som bør udbygges. Du er velkommen til at hjælpe Wikipedia ved at udvide den. |

50°22′N 7°37′Ø / 50.37°N 7.61°Ø